# Aristolochia olivieri
Aristolochia olivieri är en piprankeväxtart som beskrevs av Collegno. Aristolochia olivieri ingår i släktet piprankor, och familjen piprankeväxter. Inga underarter finns listade i Catalogue of Life.